# Tăriceni (okręg Călărași)
Tăriceni – wieś w Rumunii, w okręgu Călărași, w gminie Frăsinet. W 2011 roku liczyła 46 mieszkańców.